# لیوایا
لیوایا (به صربی: Ljevaja) یک روستا در صربستان است که در Moravica District واقع شده‌است.
 لیوایا  ۱۱۵ نفر جمعیت دارد.